# Служебная тайна
Служебная тайна — служебные сведения, которые не относятся к государственной тайне, доступ к которым ограничен органами государственной власти и федеральными органами исполнительной власти в соответствии с законодательством. Информация составляет служебную тайну в случае, когда она имеет действительную или потенциальную служебную ценность в силу неизвестности её третьим лицам, к ней нет свободного доступа на законном основании и обладатель информации принимает меры к охране её конфиденциальности.
Это информация о деятельности государственных органов власти и органов местного самоуправления, доступ к которой ограничен нормативно-правовыми актами государства, а также это сведения, которые поступают в вышеупомянутые органы на законном основании для исполнения служебных обязанностей.

## История развития регулирования ограничения доступа к служебной тайне в России
Первое упоминание природы понятия «служебной тайны» (информации) появилось с вступлением в силу Уголовного кодекса РСФСР 1922 года. В статье 117 Главы 2 УК РСФСР был выделен состав должностного (служебного) преступления, который касался «разглашения должностными лицами не подлежащих оглашению сведений» и карался «лишением свободы или принудительными работами на срок до одного года или увольнением от должности». Спустя 3 года вступило в силу Постановление ЦИК СНК СССР «О шпионаже, а равно о собирании и передаче экономических сведений, не подлежащих оглашению», которое установило уголовную ответственность за шпионаж, которым признавалось собирание и передача секретной информации для передачи её представителям других стран. При этом, к подобной ответственности могли призвать за сбор, а также передачу информации экономического характера, которая не относилась к государственной тайне, но была ограничена в распространении законом или распоряжением руководителя определённого ведомства.
Параллельно с этим в 1922 году было основано Главное управление по делам литературы и издательств (Главлит) при Народном комиссариате просвещения РСФСР, одной из задач которого был контроль за содержанием издаваемой печатной продукции для предупреждения распространения материалов, содержащих сведения не являющихся государственной тайной, но не подлежащие оглашению. В соответствии с Постановлением СНК РСФСР «Об утверждении положения о Главном управлении по делам литературы и издательства и его местных органах» от 6 июня 1931 года, Главлиту предписывалось осуществление «выработки совместно с соответствующими ведомствами, перечней сведений, являющихся по своему содержанию специально-охраняемой государственной тайной и не подлежащих опубликованию или оглашению». То есть такая информация позиционировалась как служебная информация, которая была составной частью государственной тайны.
В период с 1917 года по 1940-е годы была разработана классификация секретной информации, которая включала в себя использование таких грифов: «Секретно», «Совершенно секретно», «Особой важности», «Для служебного пользования». При этом был утверждён перечень категории лиц, которые имели доступ к одному или нескольким гифам секретности, который определялся либо руководителем ведомства, либо соответствующей организацией.
В то же время законодательство менялось и в 1964 году в УК РФСФСР были внесены изменения касающиеся наказания за сбор и передачу иностранным организациям или третьим лицам сведений в сфере экономики, научно-технического потенциала страны и других данных, составляющих служебную тайну.
Наказание назначалось в соответствии с понесенным ущербом государством и от вида категории допуска к служебной информации. Так же были предусмотрены и дисциплинарные меры ответственности. Под служебной тайной в то время понимались сведения в сферах экономики, научно-технического прогресса, денежного обращения и т. д. При этом понятие «служебная тайна» в то время определяло, носило весьма не чёткий характер, которое определялось в большей степени самим ведомством, где данная информация накапливалась.
В то же время в 1971 году был принят Приказ Генеральной прокуратуры СССР от 22 ноября 1971 г. № 4519 для ряда сведений, которые не могли быть опубликованы в СМИ, предусматривалось использование грифов «Секретно», «Для служебного пользования», «Не подлежит опубликованию», «Не для печати», «Лично». Согласно данному документу было дано разъяснение, что к информации служебного пользования относятся и несекретные материалы данного ведомства, открытая публикация которых, расценивалась как недопустимая. Это заложило прочную основу для изменений в законодательстве о выделении в отдельный от государственной тайны вид служебной тайны.
В 1984 году была введена статья 76-1 в Уголовный кодекс РСФСР, которая раскрывала точное понятие служебной тайны и выделяло отдельный состав преступления. Под служебной тайной выделялись научно- технические и экономические или иная информация, отнесенные к служебной тайне и полученные лицом, которому эти сведения были доверены по службе или работе или стали известны иным путем.
В 1987 г. утверждена Инструкция по обеспечению режима секретности в министерствах и ведомствах СССР от 12.05.1987 г. № 556—126, которая выделяла в отдельную категорию служебную тайну (с грифом «секретно») и информация «для служебного пользования». Наказание за разглашение информации для служебного пользования было в виде только административной ответственности.
После распада СССР в 1993 г. был принят новый закон «О государственной тайне», который отнес гриф «секретно» к сведениям, составляющим государственную тайну. При этом служебная тайна была выведена из законодательства о государственной тайне, и внесена в статью 139 Гражданского кодекса РФ, а затем в 2008 года указанная статья утратила силу. После этого институт служебной тайны практически перестал существовать, так как законодательного определения для него не нашлось.

## Правовое регулирование служебной тайны в разных странах

### Республика Беларусь
Государственную и служебную тайны регулирует Закон Республики Беларусь от 19 июля 2010 г. N 170-З «О государственных секретах». Согласно данному закону в Республике Беларусь существует разграничение государственных секретов на государственную и служебную тайны. При этом разграничение зависит от того какой ущерб понесёт в случае разглашения национальная безопасность. Так согласно статье 16 Закона Республики Беларусь «О государственных секретах», под понятием служебной тайны понимается информация, в результате разглашения или утраты которой может быть причинен существенный вред национальной безопасности. Так же уточнено, что служебная тайна «может являться составной частью государственной тайны, не раскрывая её в целом». Относится к степени секретности «Секретно». На документах, отнесённых к ней ставится гриф «Секретно». Срок засекречивания составляет до 10 лет с момента засекречивания. Определён перечень лиц, которые могут и не могут иметь быть пользователем служебной тайне.

### Королевство Испания
Служебную тайну регулирует Закон Королевства Испании «О служебной тайне». Согласно статье 2 Закона Королевства Испании «О служебной тайне», служебная тайна — это сведения и объекты могут быть объявлены секретными, если доступ к ней третьих лиц может привести к вероятности подрыва или к подрыву безопасности и страны.

### Венгерская Республика
Правовое регулирование служебной тайны в Венгерской республике осуществляется посредством принятого в 1995 году Законом «О государственной и служебной тайне» № LXV. Согласно этому закону под понятием «служебная тайна» понимаются сведения, которые засекречиваются определённым кругом лиц, которые уполномоченные на это законодательством Венгерской Республики, а также это информация, которая запрещена к распространению ввиду того, что может нанести существенный урон государственным организациям, целью деятельности которых является выполнение обязанностей перед гражданами в сфере безопасности.

### Литовская Республика
В Литовской Республике правовое регулирование служебной тайны осуществляет Закон от 25 ноября 1999 г. № VIII-1113 «О государственной и служебной тайнах». Он предусматривает различное содержание токовании служебной и государственной тайне, а также содержит конкретный перечень информации, которая отнесена к служебной тайне.

## Правовое регулирование служебной тайны в России
В Федеральном законе «Об информации, информационных технологиях и о защите информации» предусмотрено осуществление ограниченного доступа к информации устанавливается исключительно федеральными законами для целей защиты конституционных прав и свобод граждан, а также безопасности страны.
На практике служебная тайна чаще регулируется не отдельным федеральным законом, а подзаконными актами.
Лица, незаконными методами получившие информацию, которая составляет служебную тайну, обязаны возместить причиненные убытки. Такая же обязанность возлагается на работников, разгласивших служебную тайну.
В пункте 1.2. Постановления Правительства РФ № 1233 от 3 ноября 1994 г. «Об утверждении Положения о порядке обращения со служебной информацией ограниченного распространения в федеральных органах исполнительной власти» указано, служебной информацией является информация, которая не относится к государственной тайне, и касается деятельности организаций, которая может быть ограничена ввиду служебной потребности. Так же в данном подзаконном акте описан порядок проставления пометки «Для служебного пользования», использования и передачи данных документов для служебных целей, и уничтожение. Оборот осуществляется с письменного разрешения соответствующего руководителя организации. При этом руководитель федерального органа сам может определять: категории должностных лиц, порядок передачи, порядок снятия пометки «Для служебного пользования» с носителей информации и организацию защиты служебной информации.
Указом Президента РФ от 6 марта 1997 г. № 188 утверждён «Перечень сведений конфиденциального характера» в п. 3 которого служебная тайна определяется как «Служебные сведения, доступ к которым ограничен…». 149-ФЗ в статье 9 п. 4 определяет, что условия отнесения к служебной тайне и ответственность за разглашение устанавливается федеральными законами.
В 2004 году в Государственную Думу вносился проект ФЗ «О служебной тайне» (законопроект № 124871-4), но был отклонён в первом восьмом чтении.
11 июня 2021 г. 172-ФЗ (законопроект № 1144924-7) ввёл в Федеральный закон «Об обороне» (№ 61-ФЗ от 31.05.1996) статью 3.1. «Служебная тайна в области обороны». По нему служебную тайну в области обороны составляют сведения, которые образуются при осуществлении полномочий органами государственной власти РФ, функций органами государственной власти субъектов РФ, органами местного самоуправления и организациями по организации и выполнению мероприятий в области обороны. Основанием для отнесения сведений к служебной тайне в области обороны является их соответствие перечням сведений. Перечень сведений, отнесенных к служебной тайне в области обороны, содержит не отнесенные в установленном порядке к государственной тайне и не являющиеся общедоступными сведения о мероприятиях в области обороны.
Также 11 июня 2021 г. 206-ФЗ дополнил КоАП. Приказом ФСБ № 379 от 28 сентября 2021 года был утверждён Перечень сведений в области военной и военно-технической деятельности РФ, которые при их получении могут быть использованы против РФ. С 1 февраля 2022 ожидается вступление в действие Перечня сведений для ВС РФ, относящихся к служебной тайне в области обороны.